# Taxi (Bonez-MC-&-RAF-Camora-Lied)
Taxi ist ein Lied des deutschen Rappers Bonez MC und des österreichischen Rappers RAF Camora, in Kooperation mit dem deutschen Rapper Gzuz. Es erschien am 2. September 2022 als dritte und letzte Singleauskopplung ihres dritten Kollaboalbums Palmen aus Plastik 3.

## Entstehung und Artwork
Geschrieben wurde Taxi von den beteiligten Interpreten Kristoffer Jonas Klauß (Gzuz), John-Lorenz Moser (Bonez MC) und Raphael Ragucci (RAF Camora) selbst, den Koautoren Mohamad „Hamudi“ Hoteit (The Royals) und David Lippert (David Emanuel) sowie den Produzentenduos The Cratez (David Kraft und Tim Wilke) und Neal & Alex (Alex Gregory Mullarkey und Joshua Neel Pinter). Da das Lied auf einem Sample zu Axel F aufbaut, ist dessen Autor, der deutsche Komponist Harold Faltermeyer, ebenfalls Urheber des Stücks. Die Produktion erfolgte durch die Zusammenarbeit von The Cratez, David Emanuel, Neal & Alex, RAF Camora und The Royals. Das Mastering erfolgte durch den Berliner Tontechniker Lex Barkey, gemixt wurde das Lied von Manuel Mayer (Menju).

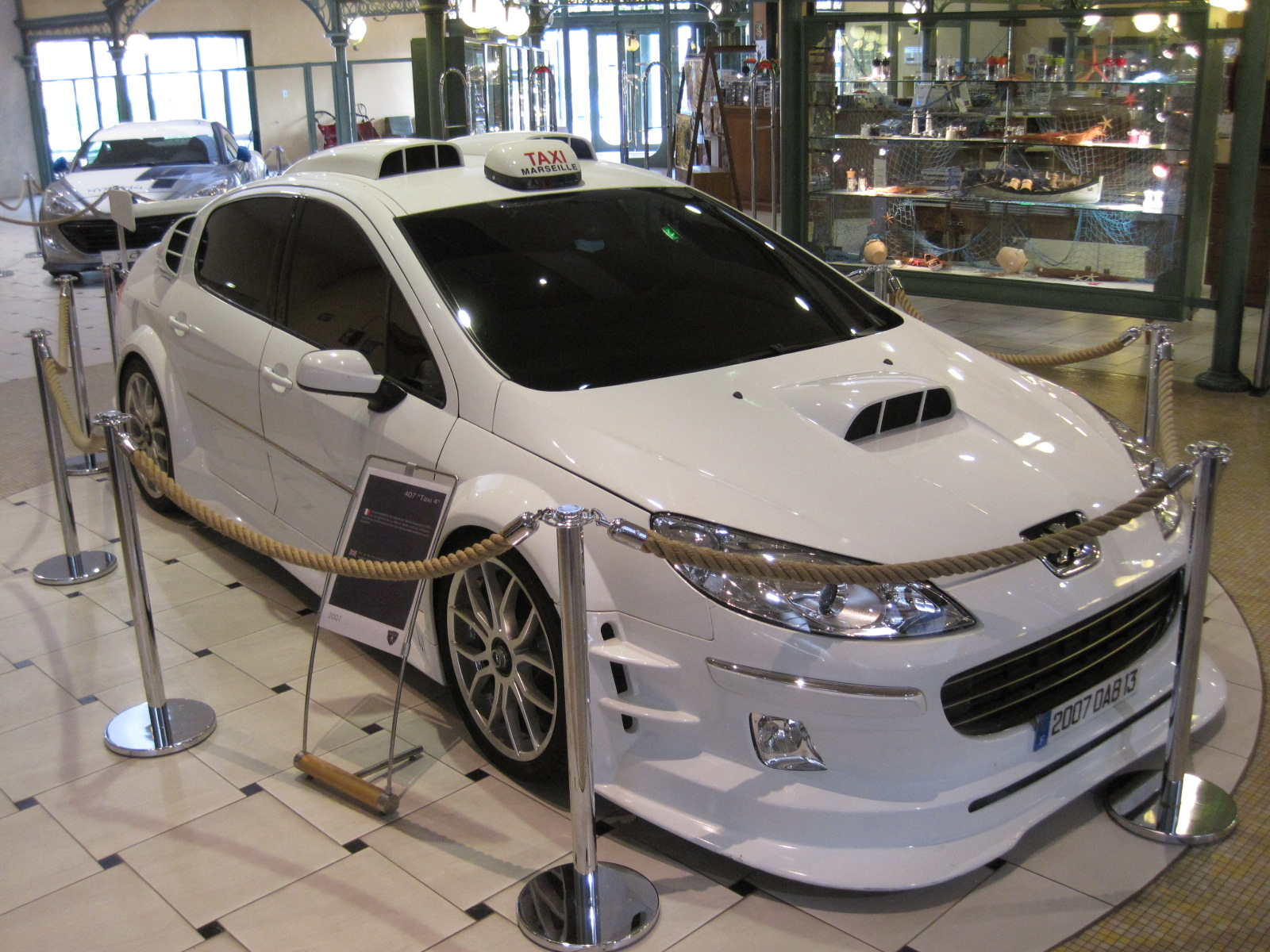
Der Peugeot 407 aus Taxi 4, der für Artwork und Musikvideo nachgebaut wurde.

Auf dem in Beige-Tönen gehaltenen Frontcover der Single ist ein zum Taxi umgebauter Peugeot 407 zu sehen. Dieser ist ein Nachbau des Modells, das in den Filmen Taxi 4 und Taxi 5 verwendet wurde und dort ein zentrales Handlungselement darstellt. Zusätzlich befinden sich unter anderem die Schriftzüge Bonez MC und RAF Camora auf dem Auto. Die Interpretenangabe befindet sich zweigeteilt links oben und rechts unten, der Liedtitel ist in Form eines Taxi-Schildes rechts unten dargestellt. Das Cover-Artwork wurde von Isik Designs erstellt.

## Veröffentlichung und Promotion
Die Erstveröffentlichung von Taxi erfolgte als Single am 2. September 2022. Die Single erschien digital als 3-Track-Single zum Download und Streaming unter dem Musiklabel Vertigo Berlin, als B-Seite sind die vorangegangenen Singles Letztes Mal und Sommer vertreten. Der Vertrieb erfolgte durch die Universal Music Group, verlegt wurde das Lied durch Anthra Music, BMG Rights Management, die Edition 187, die Ragucci & Boldt Holding sowie Sony/ATV Harmony. Zeitgleich erschien ein limitiertes CD-Bundle mit der Instrumental-Version des Liedes und einem T-Shirt. Das Instrumental wurde auch digital veröffentlicht. Eine Woche später, am 9. September 2022, erschien das Lied als Teil des dritten Kollaboalbums von Bonez MC und RAF Camora, Palmen aus Plastik 3.

## Hintergrund

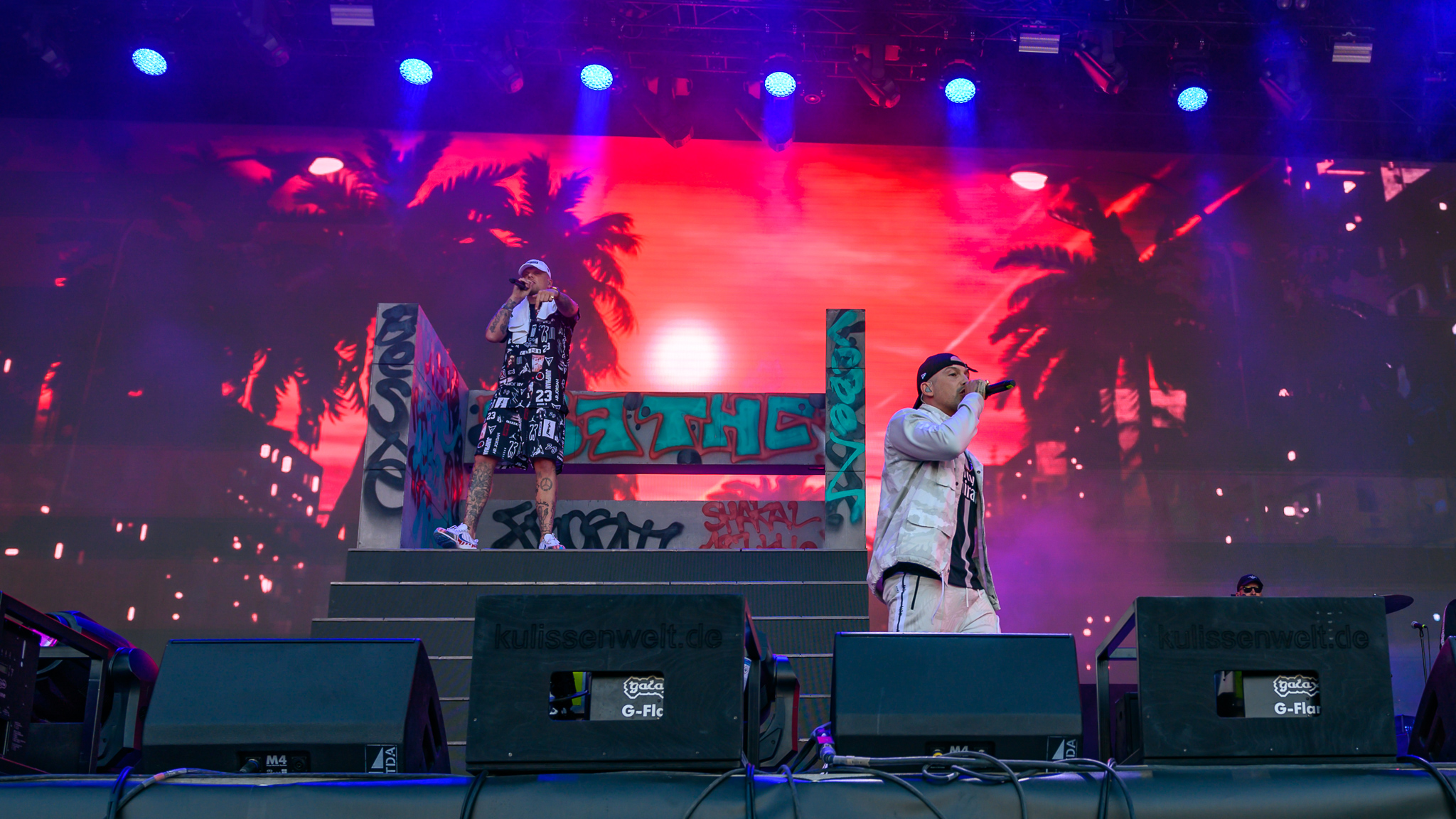
RAF Camora und Bonez MC bei Rock im Park 2019.

Mit den beiden Kollaboalben Palmen aus Plastik und Palmen aus Plastik 2 erreichten Bonez MC und RAF Camora nicht nur ihren kommerziellen Durchbruch, ihnen gelang es darüber hinaus, den „Deutschrap-Sound“ zu revolutionieren und „nie dagewesene[…] Erfolge im deutschen Rap“ zu erreichen. Für die Alben und zugehörigen Lieder wurden beide Rapper mit zahlreichen Preisen, Goldenen und Platin-Schallplatten ausgezeichnet, die drei Singles Palmen aus Plastik, Ohne mein Team und 500 PS erreichten jeweils für über eine Million Verkäufe Diamantstatus in Deutschland. Nachdem die Lieder aus Palmen aus Plastik 2 13 der 14 vordersten Plätze in den Ö3 Austria Top 40 belegt hatten, wurden in Österreich sogar die Chartregeln geändert.
Durch das zwischenzeitliche Karriereende RAF Camoras schien ein dritter Teil der Reihe zunächst ausgeschlossen, wenngleich sich Bonez MC dafür offen zeigte. Durch RAF Camoras Karriere-Comeback mit Zukunft sowie Teaser in Liedern wie Mein Planet („Bruder, pump’ PaP 3“) und den sozialen Medien zeichnete sich Palmen aus Plastik 3 innerhalb der Szene bereits einige Monate vor der offiziellen Ankündigung ab. Diese erfolgte am 14. Juli 2022 im Rahmen einer ausverkauften Party im Berliner Club Haubentaucher, am folgenden Tag erschien bereits die erste Single Letztes Mal. Am 4. August 2022 folgte mit Sommer die zweite Auskopplung des Albums.
Gzuz war bereits mit Mörder und Skimaske auf dem ersten sowie mit Kokain auf dem zweiten Teil der Reihe als Featuring-Partner vertreten. Wie Mörder und Kokain stellt Taxi die dritte Singleauskopplung des entsprechenden Albums dar.

## Inhalt
| „Unterwegs spätnachts wie ein Taxi Keiner schläft, hellwach wie ein Husky Mein Block: Kein Job, aber Schlagring Wild-Crocodile-Wodka auf Party Unterwegs spätnachts auf vier Räder Superstar, Bruder, frag Wikipedia Ey, immer das Nummer-eins-Thema Ey, immer das Nummer-eins-Thema“ – Refrain, Originalauszug | Der Liedtext zu Taxi ist in deutscher Sprache verfasst und wurde von den Interpreten Bonez MC, RAF Camora und Gzuz selbst geschrieben. Die Komposition stammt von Harold Faltermeyer sowie den Musikproduzenten The Cratez, David Emanuel, Neal & Alex, RAF Camora und The Royals. Musikalisch bewegt sich das Lied im Bereich des Raps, stilistisch im Bereich des Dancehalls und deutschen Hip-Hops. Das Tempo beträgt 108 Schläge pro Minute. Die Tonart ist b-Moll. Das Stück verwendet ein Sample des 1984 erschienenen Songs Axel F des deutschen Komponisten Harold Faltermeyer. Darüber hinaus ist der Melodieverlauf des Einstiegs von Bonez MCs Strophe dem 1992 veröffentlichten Lied Informer des Reggae-Musikers Snow entnommen. Inhaltlich handelt das Lied hauptsächlich vom Erfolg der beiden Rapper sowie ihrem Luxus- und Party-Leben. Dabei bestellt Bonez MC auch ein Taxi („Keiner von uns kann das Cabrio fahr’n / Hol ein Taxi, Mann, ich bezahl’ für die Fahrt“), anschließend rappt Gzuz aus der Sicht des Taxifahrers („Wer hat hier nach einem Taxi gefragt?“), der auch Drogen liefert. Aufgebaut ist das Lied aus einem Intro, drei Strophen, einem Refrain und einem Outro. Das Lied beginnt mit dem vier Verse umfassenden Intro, auf das das erste Mal der acht Verse lange Refrain folgt. Das Intro wird von Bonez MC interpretiert, den Refrain interpretieren Bonez MC und RAF Camora jeweils gemeinsam. Es folgt die aus 12 Versen bestehende erste Strophe von RAF Camora, bevor der Refrain wieder einsetzt. An diesen schließt sich die zweite, ebenfalls 12 Verse umfassende Strophe an, die Bonez MC rappt. Anschließend folgt erneut der Refrain, wobei der letzte Vers durch den von Bonez MC gesprochenen Ausruf „Hallo? Gzuz?“ ersetzt wird. Dies dient als Einleitung zur dritten, acht Verse langen und von Gzuz interpretierten Strophe. Nach einer erneuten Wiederholung des Refrains endet das Lied mit dem zum Intro fast identischen Outro. |

## Musikvideo
Das weitestgehend in Marseille gedrehte Musikvideo zu Taxi feierte seine Premiere am 2. September 2022 auf CrhymeTV, dem YouTube-Kanal der 187 Strassenbande. Es zeigt hauptsächlich die drei Interpreten sowie Jugendliche, die im Marseiller Banlieue leben und sich teilweise heftige Auseinandersetzungen liefern. Der für Bonez MC und RAF Camora zum Taxi umgebaute Peugeot 407 stellt darüber hinaus einen elementaren Bestandteil des Videos dar. Dieser ist ein Nachbau des Modells, das in den Filmen Taxi 4 und Taxi 5 verwendet wurde. Zudem wurde eine kurze Sequenz aus Taxi Taxi in das Video übernommen. Die Interpreten performen den Song größtenteils im und um das Taxi bzw. an verschiedenen Orten der Stadt, meist im Banlieue oder an Handlungsorten der Taxi-Filmreihe. Einzelne Szenen zeigen Bonez MC und RAF Camora zudem an der Treppe am Strand von Barcelona, an der auch die Albumcover der drei Palmen-aus-Plastik-Teile aufgenommen wurden. Des Weiteren hat unter anderem die französische Rap-Gruppe Ghetto Phénomène Gastauftritte. Die Gesamtlänge des Videos beträgt 4:52 Minuten. Regie führte Shaho Casado. Bis Mai 2025 zählte das Musikvideo über zehn Millionen Aufrufe bei YouTube.

## Mitwirkende
| Liedproduktion - Lex Barkey: Mastering - Harold Faltermeyer: Komponist - Mohamad „Hamudi“ Hoteit (The Royals): Komponist, Musikproduzent - Kristoffer Jonas Klauß (Gzuz): Liedtexter, Rap - David Kraft (The Cratez): Komponist, Musikproduzent - David Lippert (David Emanuel): Komponist - Manuel Mayer (Menju): Abmischung - John-Lorenz Moser (Bonez MC): Liedtexter, Rap - Alex Gregory Mullarkey (Neal & Alex): Komponist - Joshua Neel Pinter (Neal & Alex): Komponist - Raphael Ragucci (RAF Camora): Komponist, Liedtexter, Musikproduzent, Rap - Tim Wilke (The Cratez): Komponist, Musikproduzent Artwork - Isik Designs: Artdirector (Cover) | Unternehmen - Anthra Music: Musikverlag - BMG Rights Management: Musikverlag - Casa’dor: Filmproduktionsleitung (Musikvideo) - Edition 187: Musikverlag - Ragucci & Boldt Holding: Musikverlag - Sony/ATV Harmony: Musikverlag - Universal Music Group: Vertrieb - Vertigo Berlin: Musiklabel Musikvideo - Bobo Casado: Produktionsassistent - Shaho Casado: Drehbuch, Drohne, Filmschnitt, Kameramann, Regisseur - Hadi El-Dor: Projektleiter - MasterEpik: Spezialeffekte |

## Rezensionen
Alina Amin von Hiphop.de bezeichnet das Lied als einen „Ohrwurm-Hit in gewohnter Manier“. Felix Goth von Eventim ist der Meinung, dass Taxi „mit dem bildgewaltigen Video“ die „unbestreitbaren Ohrwurmqualitäten“ von Axel F „gekonnt in die Gegenwart“ überführe.

## Kommerzieller Erfolg
Auf der Streaming-Plattform Spotify verzeichnet das Lied bisher mehr als 53 Millionen Streams (Stand: Mai 2025).

### Chartplatzierungen
Taxi stieg am 9. September 2022 auf Platz drei in die deutschen Singlecharts ein und musste sich nur Makko und Miksu/Macloud mit Nachts wach sowie Nina Chuba mit Wildberry Lillet geschlagen geben. Die Single platzierte sich drei Wochen in den Top 10 und neun Wochen in den Top 100. In den Ö3 Austria Top 40 debütierte die Single am 13. September 2022 ebenfalls auf Position drei hinter Nachts wach und Wildberry Lillet. Das Stück war drei Wochen in den Top 10 sowie zehn Wochen in den Top 75 vertreten. In der Schweizer Hitparade musste sich der Song in der ersten Woche I’m Good (Blue) von David Guetta und Bebe Rexha sowie Calm Down von Rema geschlagen geben und erreichte ebenfalls mit Rang drei seine höchste Notierung. Insgesamt konnte er sich zwei Wochen in den Top 10 sowie sechs Wochen in der Hitparade platzieren.
Für Bonez MC ist Taxi der 127. Charthit in Deutschland sowie der 83. in Österreich und der 73. in der Schweiz. In Deutschland ist es sein 42. Top-10-Erfolg, in Österreich der 40. und in der Schweiz der 20. RAF Camora erreichte mit dem Stück zum 105. Mal die deutschen, zum 89. Mal die österreichischen und zum 61. Mal die Schweizer Singlecharts. Für ihn stellt das Lied den 36. Top-10-Hit in Deutschland, den 44. in Österreich und den 21. in der Schweiz dar. Für Gzuz bedeutet Taxi den 76. Charterfolg in Deutschland, den 52. in Österreich sowie den 47. in der Schweiz. Er konnte sich darüber hinaus zum 24. Mal in den deutschen, zum 20. Mal in den österreichischen sowie zum sechsten Mal in den Schweizer Top 10 platzieren.
| ChartsChartplatzierungen | Höchstplatzierung | Wochen |
| ------------------------ | ----------------- | ------ |
| Deutschland (GfK)        | 3 (9 Wo.)         | 9      |
| Österreich (Ö3)          | 3 (10 Wo.)        | 10     |
| Schweiz (IFPI)           | 3 (6 Wo.)         | 6      |